# Conte Howe
Conte Howe è un titolo nobiliare inglese nella Parìa del Regno Unito.

## Storia

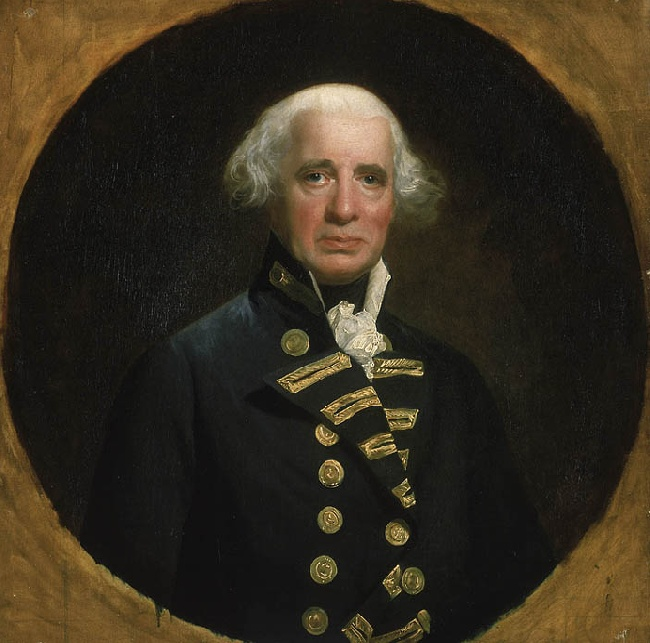
Richard Howe, I conte Howe

### La prima creazione (1788)
La famiglia Howe discende da John Grobman Howe, di Langar, Nottinghamshire. Questi sposò Annabella, figlia illegittima di Emanuel Scrope, I conte di Sunderland. Il loro figlio, Scrope Howe, sedette come Knight of the Shire per il Nottinghamshire. Nel 1701 venne elevato nella Parìa d'Irlanda come Barone Glenawley e Visconte Howe. Il II visconte rappresentò anch'egli il Nottinghamshire alla camera dei comuni britannica e fu Governatore delle Barbados. Sposò Charlotte, baronessa von Kielmansegg, nipote di Giorgio I di Gran Bretagna. Sua madre era infatti sorellastra del sovrano. Lord Howe venne succeduto da suo figlio, il III visconte. Questi fu generale di brigata dell'esercito inglese e rimase ucciso nella Battaglia di Carillon del 1758.
Venne succeduto dal fratello minore, Richard, il IV visconte, il quale si distinse come comandante militare, meglio conosciuto per la sua vittoria nel Glorioso 1º giugno del 1794. Nel 1782 Howe venne creato Visconte Howe, di Langar nella Contea di Nottingham, nella Parìa di Gran Bretagna, fatto che gli consentì di sedere alla camera dei lord britannica. Nel 1788 venne ulteriormente onorato del titolo di Barone Howe, di Langar nella Contea di Nottingham, con possibilità di trasmettere il titolo anche alle sue figlie in mancanza di eredi maschi, e Conte Howe con possibilità di concessione solo agli eredi maschi. Questi titoli vennero creati sempre nella Parìa di Gran Bretagna. Lord Howe non ebbe eredi maschi ed alla sua morte nel 1799 la vicecontea del 1782 e la contea si estinsero. Venne succeduto nella baronia di Howe dalla figlia primogenita Sofia Carlotta (vedi poi). I titoli irlandesi passarono a suo fratello minore, William, il V visconte. Noto militare, fu Comandante in Capo delle forze britanniche in Nord America durante la Rivoluzione Americana. Non ebbe figli sopravvissutigli alla sua morte nel 1814 e come tale la baronia di Glenawly e la vicecontea di Howe si estinsero.

### La seconda creazione (1821)
La già menzionata lady Sophia Charlotte, che succedette al padre come II baronessa Howe nel 1799, sposò Penn Curzon, membro del parlamento per Clitheroe. Questi era l'unico figlio di Assheton Curzon, figlio secondogenito di sir Nathaniel Curzon, IV baronetto, di Kedleston (antenato di George Curzon, I marchese Curzon di Kedleston, e dei Baroni e Visconti Scarsdale; vedi questi titoli per maggiori informazioni sulla famiglia). Assheton Curzon rappresentò Clitheroe alla camera dei comuni per ventisette anni. Nel 1794 venne elevato nella Parìa di Gran Bretagna come Barone Curzon, di Penn nella Contea di Buckingham, e nel 1802 ottenne anche il titolo di Visconte Curzon, di Penn nella contea di Buckingham, nella Parìa del Regno Unito. Lord Curzon venne succeduto da suo nipote, il II visconte. Questi era l'unico figlio di Penn Curzon e di lady Howe. Nel 1821 assunse per licenza reale il cognome di Howe e riprese il titolo che fu di suo nonno materno venendo creato Conte Howe nella Parìa del Regno Unito. Nel 1835 succedette a sua madre come III barone Howe. Venne succeduto dal figlio primogenito, il II conte, il quale fu politico conservatore per la costituente del Leicestershire South.

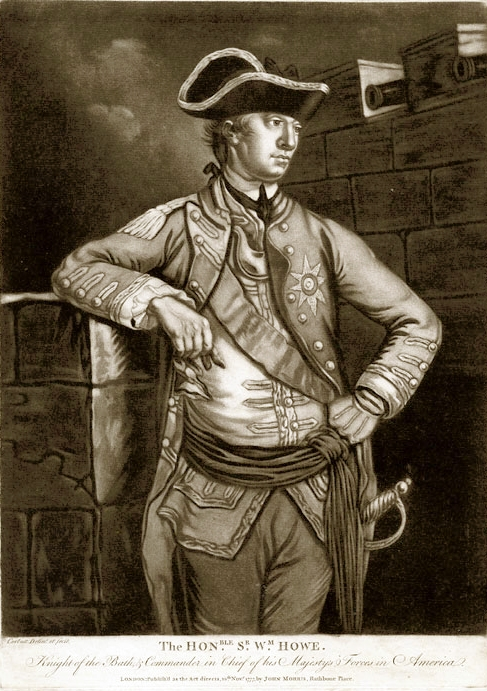
William Howe, V visconte Howe

Questi morì senza eredi e venne succeduto dal fratello minore, il III conte, il quale fu generale del British Army. Suo figlio primogenito, il IV conte, fu politico conservatore ed ebbe incarichi minori nella amministrazione conservatrice tra il 1895 ed il 1905. Alla sua morte nel 1929 il titolo passò a suo figlio primogenito, il V conte. Questi fu anch'egli membro conservatore del parlamento e noto motociclista. Il suo unico figlio, il VI conte, ebbe quattro figlie ma nessun maschio ed alla sua morte nel 1984 la linea derivante dal IV conte si estinse. Il conte venne quindi succeduto dal suo cugino di secondo grado, il VII conte che è anche l'attuale detentore del titolo. Questi è figlio dell'attore George Curzon, figlio di Frederick Graham Curzon-Howe, figlio secondogenito del III conte. Lord Howe ricoprì incarichi dal 1991 al 1997 nell'amministrazione conservatrice di John Major.
La sede della famiglia è Penn House, presso Penn Street, nel Buckinghamshire.

## Visconti Howe (1701)
- Scrope Howe, I visconte Howe (1648–1713)
- Emanuel Scrope Howe, II visconte Howe (c. 1700–1735)
- George Howe, III visconte Howe (c. 1725–1758)
- Richard Howe, IV visconte Howe (1726–1799) (creato Barone Howe e Conte Howe nel 1788)

## Conti Howe; I creazione (1788)
- Richard Howe, I conte Howe (1726–1799) (estinto)

## Visconti Howe (1701; ripristinato)
- William Howe, V visconte Howe (1729–1814) (estinto)

## Baroni Howe (1788)
- Richard Howe, I conte Howe (1726–1799)
- Sophia Charlotte Curzon, II baronessa Howe (1762–1835)
- Richard William Curzon-Howe, I cone Howe, II visconte Curzon, III barone Howe (1796–1870) (già creato Conte Howe nel 1821; vedi poi)

## Visconti Curzon (1802)
- Assheton Curzon, I visconte Curzon (1730–1820)
- Richard William Curzon-Howe, II visconte Curzon (1796–1870) (creato Conte Howe nel 1821)

## Conti Howe; II creazione (1821)
- Richard William Curzon-Howe, I conte Howe (1796–1870)
- George Augustus Frederick Louis Curzon-Howe, II conte Howe (1821–1876)
- Richard William Penn Curzon-Howe, III conte Howe (1822–1900)
- Richard George Penn Curzon, IV conte Howe (1861–1929)
- Francis Richard Henry Penn Curzon, V conte Howe (1884–1964)
- Edward Richard Assheton Curzon, VI conte Howe (1908–1984)
- Frederick Richard Penn Curzon, VII conte Howe (n. 1951)

L'erede apparente è il figlio dell'attuale detentore del titolo, Thomas Edward Penn Curzon, visconte Curzon (n. 1994).